# Arctia simplicella
Arctia simplicella là một loài bướm đêm thuộc phân họ Arctiinae, họ Erebidae.